# Backsword

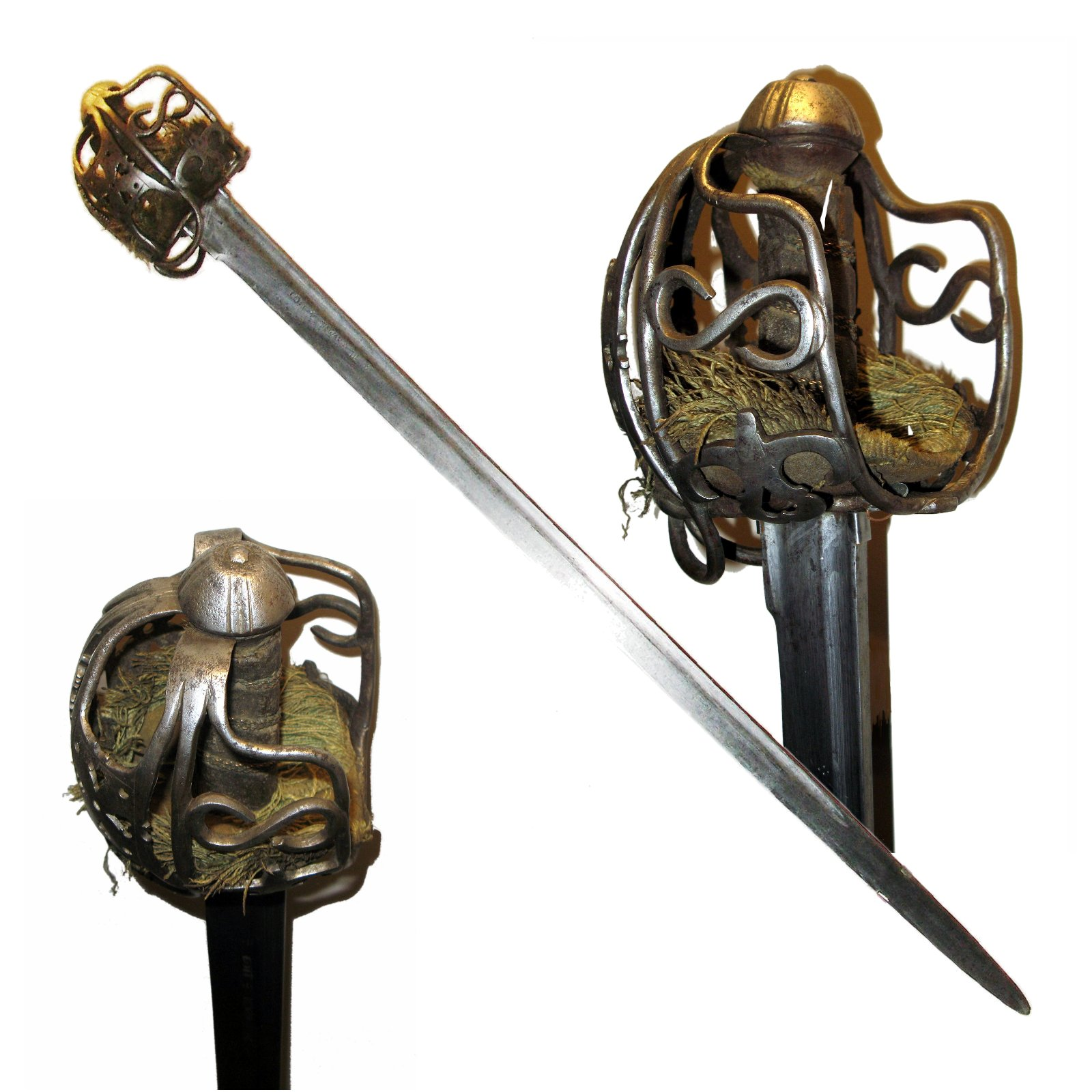
Backsword: schottisches Claymore

Backsword ist eine aus England stammende, von Sammlern verwendete Bezeichnung für frühneuzeitliche Militärschwerter, die mit vergleichsweise breiten, geraden Klingen ausgestattet sind, die nur auf einer Seite scharf, also für den Schnitt geeignet sind. Obwohl gelegentlich auch für andere Waffen verwendet, bezeichnet der Ausdruck in aller Regel Korbschwerter wie die schottischen Hochlandschwerter oder die italienische Schiavona, sofern diese nur einseitig geschliffen sind. Die Entscheidung, nur eine Seite des Schwerts zu schärfen, war oft ökonomischer Natur. Außerdem erlaubte sie einen breiten Klingenrücken und beeinflusste die Fechtweise. Backswords sind deshalb nicht einfach vernachlässigte zweischneidige Waffen, sondern solche, die von vornherein auf diesen Gebrauch ausgelegt sind.